# Правая Радуга
Правая Радуга — река на Камчатке. Протекает по территории Усть-Камчатского района Камчатского края России.
Протяжённость составляет 25 км. Впадает в реку Радуга справа на расстоянии 60 км от её устья.
Берёт начало в отрогах хребта Кумроч. Генеральное направление течения — восток. Имеет левый приток Светлый, впадающий на высоте 129,7 м над уровнем моря.

## Данные водного реестра
По данным государственного водного реестра России относится к Анадыро-Колымскому бассейновому округу.
Код водного объекта — 19070000112220000018187.